# Daniel Reyes (calciatore 1966-1987)
Daniel Reyes (2 aprile 1966 – Oceano Pacifico, 8 dicembre 1987) è stato un calciatore peruviano, di ruolo difensore.
È deceduto nell'incidente aereo noto come Disastro aereo dell'Alianza Lima l'8 dicembre 1987.

## Carriera
Dal 1985 al 1987 ha giocato nell'Alianza Lima, club della prima divisione peruviana, con cui ha anche giocato 6 partite nella Coppa Libertadores 1987.